# Чемпіонат Європи з боротьби 2021
Чемпіонат Європи з боротьби 2021 пройшов з 19 по 25 квітня в місті Варшава, Польща.

## Розподіл нагород

### Загальний медальний залік
*   Країна-господарка ( Польща)
| Місце                | Країна               | Золото | Срібло | Бронза | Загалом |
| -------------------- | -------------------- | ------ | ------ | ------ | ------- |
| 1                    | Росія                | 13     | 5      | 4      | 22      |
| 2                    | Туреччина            | 3      | 4      | 1      | 8       |
| 3                    | Україна              | 2      | 2      | 9      | 13      |
| 4                    | Сербія               | 2      | 0      | 0      | 2       |
| 4                    | Словаччина           | 2      | 0      | 0      | 2       |
| 6                    | Болгарія             | 1      | 3      | 1      | 5       |
| 7                    | Грузія               | 1      | 2      | 6      | 9       |
| 8                    | Азербайджан          | 1      | 2      | 5      | 8       |
| 9                    | Білорусь             | 1      | 2      | 4      | 7       |
| 10                   | Угорщина             | 1      | 2      | 1      | 4       |
| 11                   | Франція              | 1      | 1      | 1      | 3       |
| 12                   | Молдова              | 1      | 0      | 3      | 4       |
| 13                   | Естонія              | 1      | 0      | 0      | 1       |
| 14                   | Польща*              | 0      | 4      | 5      | 9       |
| 15                   | Вірменія             | 0      | 1      | 3      | 4       |
| 16                   | Греція               | 0      | 1      | 0      | 1       |
| 16                   | Швейцарія            | 0      | 1      | 0      | 1       |
| 18                   | Німеччина            | 0      | 0      | 4      | 4       |
| 18                   | Румунія              | 0      | 0      | 4      | 4       |
| 20                   | Італія               | 0      | 0      | 3      | 3       |
| 21                   | Латвія               | 0      | 0      | 2      | 2       |
| 22                   | Ізраїль              | 0      | 0      | 1      | 1       |
| 22                   | Сан-Марино           | 0      | 0      | 1      | 1       |
| 22                   | Хорватія             | 0      | 0      | 1      | 1       |
| 22                   | Чехія                | 0      | 0      | 1      | 1       |
| Загалом (25 збірних) | Загалом (25 збірних) | 30     | 30     | 60     | 120     |

### Рейтинг команд
| Місце | Чоловіки, вільний стиль | Чоловіки, вільний стиль | Жінки, вільний стиль | Жінки, вільний стиль | Чоловіки, греко-римська | Чоловіки, греко-римська |
| Місце | Країна                  | Очки                    | Країна               | Очки                 | Країна                  | Очки                    |
| ----- | ----------------------- | ----------------------- | -------------------- | -------------------- | ----------------------- | ----------------------- |
| 1     | Росія                   | 206                     | Росія                | 175                  | Росія                   | 168                     |
| 2     | Україна                 | 113                     | Туреччина            | 106                  | Україна                 | 145                     |
| 3     | Грузія                  | 96                      | Грузія               | 101                  | Польща                  | 111                     |
| 4     | Азербайджан             | 95                      | Україна              | 85                   | Болгарія                | 88                      |
| 5     | Туреччина               | 90                      | Білорусь             | 83                   | Молдова                 | 77                      |
| 6     | Польща                  | 82                      | Вірменія             | 78                   | Білорусь                | 72                      |
| 7     | Білорусь                | 80                      | Азербайджан          | 72                   | Туреччина               | 67                      |
| 8     | Болгарія                | 62                      | Угорщина             | 68                   | Азербайджан             | 63                      |
| 9     | Словаччина              | 60                      | Німеччина            | 68                   | Румунія                 | 61                      |
| 10    | Молдова                 | 59                      | Сербія               | 56                   | Німеччина               | 56                      |

### Чоловіки, вільний стиль
| Дисципліна | Золото                    | Срібло                     | Бронза                       |
| ---------- | ------------------------- | -------------------------- | ---------------------------- |
| 57 кг      | Сулейман Атлі (TUR)       | Начин Монгуш (RUS)         | Каміль Керимов (UKR)         |
| 57 кг      | Сулейман Атлі (TUR)       | Начин Монгуш (RUS)         | Афган Хашалов (AZE)          |
| 61 кг      | Абасгаджі Магомедов (RUS) | Андрій Джелеп (UKR)        | Бека Ломтадзе (GEO)          |
| 61 кг      | Абасгаджі Магомедов (RUS) | Андрій Джелеп (UKR)        | Едуард Грігор'єв (POL)       |
| 65 кг      | Загір Шахієв (RUS)        | Кжиштоф Б'єнковський (POL) | Алі Рахімзаде (AZE)          |
| 65 кг      | Загір Шахієв (RUS)        | Кжиштоф Б'єнковський (POL) | Максим Сакултан (MDA)        |
| 70 кг      | Ісраїл Касумов (RUS)      | Туран Байрамов (AZE)       | Ігор Никифорук (UKR)         |
| 70 кг      | Ісраїл Касумов (RUS)      | Туран Байрамов (AZE)       | Арман Андреасян (ARM)        |
| 74 кг      | Таймураз Салказанов (SVK) | Мірослав Кіров (BUL)       | Мітч Фінесільвер (ISR)       |
| 74 кг      | Таймураз Салказанов (SVK) | Мірослав Кіров (BUL)       | Франк Чамісо (ITA)           |
| 79 кг      | Ахсарбек Гулаєв (SVK)     | Сафедін Алекма (FRA)       | Ніка Кенчадзе (GEO)          |
| 79 кг      | Ахсарбек Гулаєв (SVK)     | Сафедін Алекма (FRA)       | Алан Аміров (LAT)            |
| 86 кг      | Артур Найфонов (RUS)      | Сандро Амінашвілі (GEO)    | Алі Шабанов (BLR)            |
| 86 кг      | Артур Найфонов (RUS)      | Сандро Амінашвілі (GEO)    | Майлз Амін (SMR)             |
| 92 кг      | Магомед Курбанов (RUS)    | Самуель Шеррер (SUI)       | Гаджи Ряджабов (BLR)         |
| 92 кг      | Магомед Курбанов (RUS)    | Самуель Шеррер (SUI)       | Осман Нурмагомедов (AZE)     |
| 97 кг      | Аліхан Жабраїлов (RUS)    | Сулейман Караденіз (TUR)   | Радослав Баран (POL)         |
| 97 кг      | Аліхан Жабраїлов (RUS)    | Сулейман Караденіз (TUR)   | Елізбар Одікадзе (GEO)       |
| 125 кг     | Таха Акгюль (TUR)         | Сергій Козирєв (RUS)       | Олександр Хоцянівський (UKR) |
| 125 кг     | Таха Акгюль (TUR)         | Сергій Козирєв (RUS)       | Гено Петріашвілі (GEO)       |

### Чоловіки, греко-римська
| Дисципліна | Золото                  | Срібло                | Бронза                     |
| ---------- | ----------------------- | --------------------- | -------------------------- |
| 55 кг      | Емін Сефершаєв (RUS)    | Екрем Озтюрк (TUR)    | Рудік Мкртичян (ARM)       |
| 55 кг      | Емін Сефершаєв (RUS)    | Екрем Озтюрк (TUR)    | Ельденіз Азізлі (AZE)      |
| 60 кг      | Сергій Ємелін (RUS)     | Керем Камаль (TUR)    | Віктор Петрик (UKR)        |
| 60 кг      | Сергій Ємелін (RUS)     | Керем Камаль (TUR)    | Разван Арнаут (ROU)        |
| 63 кг      | Жамболат Локьяєв (RUS)  | Талех Мамедов (AZE)   | Александрс Юркянс (LAT)    |
| 63 кг      | Жамболат Локьяєв (RUS)  | Талех Мамедов (AZE)   | Лері Абуладзе (GEO)        |
| 67 кг      | Мате Немеш (SRB)        | Матеуш Бернатек (POL) | Славік Галстян (ARM)       |
| 67 кг      | Мате Немеш (SRB)        | Матеуш Бернатек (POL) | Мурат Фірат (TUR)          |
| 72 кг      | Шмагі Болквадзе (GEO)   | Малхас Амоян (ARM)    | Максим Євтушенко (UKR)     |
| 72 кг      | Шмагі Болквадзе (GEO)   | Малхас Амоян (ARM)    | Роберт Фріч (HUN)          |
| 77 кг      | Тамаш Лерінц (HUN)      | Юнус Емре Башар (TUR) | Санан Сулеймайнов (AZE)    |
| 77 кг      | Тамаш Лерінц (HUN)      | Юнус Емре Башар (TUR) | Антоніо Каменьяшевич (CRO) |
| 82 кг      | Адлан Акієв (RUS)       | Радік Кулієв (BLR)    | Ганнес Вагнер (GER)        |
| 82 кг      | Адлан Акієв (RUS)       | Радік Кулієв (BLR)    | Айвенго Рікадзе (GEO)      |
| 87 кг      | Зураб Датунашвілі (SRB) | Кирило Маскевич (BLR) | Жан Беленюк (UKR)          |
| 87 кг      | Зураб Датунашвілі (SRB) | Кирило Маскевич (BLR) | Мілад Алірзаєв (RUS)       |
| 97 кг      | Муса Євлоєв (RUS)       | Балаж Кішш (HUN)      | Микола Стадуб (BLR)        |
| 97 кг      | Муса Євлоєв (RUS)       | Балаж Кішш (HUN)      | Ніколоз Кахелашвілі (ITA)  |
| 130 кг     | Риза Каяалп (TUR)       | Якоб Каджая (GEO)     | Зурабі Гедехаурі (RUS)     |
| 130 кг     | Риза Каяалп (TUR)       | Якоб Каджая (GEO)     | Едуард Попп (GER)          |

### Жінки, вільний стиль
| Дисципліна | Золото                  | Срібло                  | Бронза                      |
| ---------- | ----------------------- | ----------------------- | --------------------------- |
| 50 кг      | Марія Стадник (AZE)     | Міглена Селішка (BUL)   | Анна Лукасяк (POL)          |
| 50 кг      | Марія Стадник (AZE)     | Міглена Селішка (BUL)   | Катерина Полєщук (RUS)      |
| 53 кг      | Ольга Хорошавцева (RUS) | Марія Преволаракі (GRE) | Анніка Вендл (GER)          |
| 53 кг      | Ольга Хорошавцева (RUS) | Марія Преволаракі (GRE) | Юлія Леорда (MDA)           |
| 55 кг      | Стальвіра Оршуш (RUS)   | Роксана Засіна (POL)    | Андреа Ана (ROU)            |
| 55 кг      | Стальвіра Оршуш (RUS)   | Роксана Засіна (POL)    | Христина Демко (UKR)        |
| 57 кг      | Ірина Курочкіна (BLR)   | Ангеліна Лисак (POL)    | Аліна Акобія (UKR)          |
| 57 кг      | Ірина Курочкіна (BLR)   | Ангеліна Лисак (POL)    | Евеліна Ніколова (BUL)      |
| 59 кг      | Біляна Дудова (BUL)     | Вероніка Чумікова (RUS) | Катерина Жидачевська (ROU)  |
| 59 кг      | Біляна Дудова (BUL)     | Вероніка Чумікова (RUS) | Анастасія Нікіта (MDA)      |
| 62 кг      | Ірина Коляденко (UKR)   | Маріанна Шаштін (HUN)   | Катаржина Мадровська (POL)  |
| 62 кг      | Ірина Коляденко (UKR)   | Маріанна Шаштін (HUN)   | Вероніка Іванова (BLR)      |
| 65 кг      | Ірина Рінгач (MDA)      | Тетяна Ріжко (UKR)      | Александра Волчинська (POL) |
| 65 кг      | Ірина Рінгач (MDA)      | Тетяна Ріжко (UKR)      | Кріста Інце (ROU)           |
| 68 кг      | Кумба Ларрок (FRA)      | Ханум Валієва (RUS)     | Аделя Ганжлічкова (CZE)     |
| 68 кг      | Кумба Ларрок (FRA)      | Ханум Валієва (RUS)     | Аліна Бережна (UKR)         |
| 72 кг      | Алла Белінська (UKR)    | Юліана Янева (BUL)      | Євгенія Захарченко (RUS)    |
| 72 кг      | Алла Белінська (UKR)    | Юліана Янева (BUL)      | Далма Канева (ITA)          |
| 76 кг      | Епп Мяе (EST)           | Наталія Воробйова (RUS) | Синтія Вескан (FRA)         |
| 76 кг      | Епп Мяе (EST)           | Наталія Воробйова (RUS) | Аліне Фоккен (GER)          |